# Крупенский, Павел Николаевич
Па́вел Никола́евич Крупе́нский (1863—1939) — русский общественный и политический деятель, один из лидеров Всероссийского национального союза, член II, III и IV Государственной думы от Бессарабской губернии.

## Биография
Происходил из потомственных дворян Бессарабской губернии; православного вероисповедания, — сын губернского предводителя дворянства Николая Матвеевича Крупенского. Братья Анатолий и Василий были дипломатами, а Михаил и Александр — губернскими предводителями дворянства.
Окончил Киевское реальное училище и Николаевское кавалерийское училище по 1-му разряду (1885), откуда выпущен был корнетом в лейб-гвардии Гродненский гусарский полк. В 1892—1897 годах состоял адъютантом при Варшавском генерал-губернаторе. В 1897 году вышел в отставку в чине полковника гвардии.
По выходе в отставку посвятил себя общественной деятельности. Был землевладельцем Хотинского уезда (811 десятин). Избирался гласным Хотинского уездного и Бессарабского губернского земских собраний, членом Хотинской уездной земской управы (1897—1899), хотинским уездным предводителем дворянства (1899—1910), почетным мировым судьей по Хотинскому уезду 1898—1917 и депутатом дворянства Хотинского уезда (1908—1910). Дослужился до чина действительного статского советника (1907), состоял в придворном звании камергера (1909).
После провозглашения Октябрьского манифеста стал одним из организаторов бессарабского политического кружка «Кишиневские русские патриоты» и Бессарабской партии центра. В 1906 году присутствовал на 3-м Всероссийском съезде русских людей в Киеве, участвовал в обсуждении думской предвыборной кампании. В дальнейшем не принимал участия в деятельности правых организаций.
В феврале 1907 года был избран членом II Государственной думы от Бессарабской губернии. Входил в группу правых, был её представителем в Совещании членов президиума Думы и представителей фракций. Состоял членом финансовой комиссии. Поддержал осуждение политических убийств и террора.
Был старшиной Клуба умеренных и правых партий, созданного весной 1907 года в Санкт-Петербурге для координации деятельности думских правых. 16 мая того же года во главе депутации правых членов Думы удостоился аудиенции у Николая II в Царском Селе, а в июне участвовал во Всероссийском съезде земских деятелей в Москве.
В ноябре 1907 года был избран членом III Государственной думы от съезда землевладельцев Бессарабской губернии. Входил во фракцию умеренно-правых, с 3-й сессии — в русскую национальную фракцию. Был товарищем председателя Совета национальной фракции. В 1909 году стал инициатором создания правоцентристского блока с участием националистов и октябристов, выступал за упразднении конституционного иммунитета Финляндии. Состоял председателем комиссии для рассмотрения законопроекта о порядке издания касающихся Финляндии законов и постановлений, а также членом комиссий: распорядительной, бюджетной, по государственной обороне, по запросам, по Наказу, по судебной реформе, финансовой и по местному самоуправлению.
В 1908—1910 годах был одним из лидеров Партии умеренно-правых. В 1909 году стал одним из учредителей и старшиной Всероссийского национального клуба. 31 января 1910 года был избран членом Совета Всероссийского национального союза. Выступал за более гибкую партийную политику в отношении инородцев.
По сообщению газеты «Утро России», Крупенский стоял за назначением Л. А. Кассо министром просвещения:

Инициатива выбора Л. А. Кассо исходит исключительно от националистов и от депутата Крупенского. Брат Крупенского, бессарабский предводитель дворянства А. Н. Крупенский, также играющий известную роль в закулисной жизни, женат на сестре Л. А. Кассо и состоит в близких и дружественных отношениях, как с ним, так и с П. А. Столыпиным.

В 1911 году, после парламентского кризиса, вызванного проведением законопроекта о земствах в Западной крае в Государственном совете, покинул Совет ВНС, организовал и возглавил группу независимых националистов в Думе.
В 1912 году был вновь избран в Государственную думу. Состоял товарищем председателя фракции центра, представлял её в Совете старейшин Думы. Состоял председателем комиссии по Наказу, а также членом комиссий: бюджетной, распорядительной, по запросам, по военным и морским делам, согласительной, по борьбе с немецким засильем, сельскохозяйственной и распорядительной. С началом Первой мировой войны был избран членом Особого совещания для обсуждения и объединения мероприятий по обороне государства.
В августе 1915 года вошел в бюро Прогрессивного блока от фракции центра, с сентября состоял секретарем его думской части. Старался не допустить излишней оппозиционности Прогрессивного блока к правительству, тайно предупреждал последнее о намерениях лидеров блока. В ноябре 1916 года, после разоблачения связей с правительством, был вынужден покинуть блок и фракцию центристов.
После Февральской революции и падения царского правительства был разоблачен как платный агент Департамента полиции и обвинен в получении 20 тысяч рублей из секретных правительственных фондов. 15 марта сложил полномочия члена ГД и прислал во Временный комитет чек на 20 тысяч рублей.
Участвовал в Белом движении, затем эмигрировал во Францию.
Жил в Париже, входил в Высший монархический совет и был одним из руководителей Объединения русских монархистов. В 1921 году участвовал в Рейхенгалльском монархическом съезде. Был сторонником великого князя Кирилла Владимировича, входил в созданное при нем Государево совещание, был председателем Информационного бюро. Также состоял председателем Общества единения русских в Ницце, в 1920 году основал в Ницце Свободную академию художеств. Написал историческое исследование «Тайна императора: Александр I и Феодор Козьмич» (Берлин, 1927).
В 1934 году принимал участие в торжественном заседании, посвященном «Дню императорской России», проходившем в Союзе галлиполийцев. Участвовал в работе Общества содействия русским национальным организациям молодого поколения.
Умер в 1939 году. Был женат, имел ребенка.

## Награды
- Орден Святого Станислава 3-й ст. (1893)
- Орден Святой Анны 2-й ст. (1901)
- Орден Святого Владимира 3-й ст. (1914)

Иностранные:
- черногорский орден Князя Даниила I 4-й ст.